# Harry Perry (boxe anglaise)
Pour les articles homonymes, voir Harry Perry et Perry.
Harry Perry (2 décembre 1934-22 janvier 2021) est un boxeur irlandais.
Il fait partie de l'équipe nationale irlandaise lors des Jeux olympiques d'été de 1956 de Melbourne et les Jeux olympiques d'été de 1960 de Rome. Perry participe aussi aux Championnats d'Europe de boxe amateur en 1955 et 1959 durant lequel il remporte la médaille de bronze dans la catégorie poids welters.
Il est introduit au temple de la renommée irlandais de la boxe en 2007.
Perry meurt en janvier 2021 à l'âge de 86 ans.